# قیس غضبان
قیس غضبان (عربی: قيس غُضبان؛ زادهٔ ۷ ژانویهٔ ۱۹۷۶) یک بازیکن فوتبال اهل تونس است.
وی همچنین در تیم ملی فوتبال تونس بازی کرده‌است.